# Кастеллетто-ді-Брандуццо
Кастеллетто-ді-Брандуццо (італ. Castelletto di Branduzzo) — муніципалітет в Італії, у регіоні Ломбардія,  провінція Павія.
Кастеллетто-ді-Брандуццо розташоване на відстані близько 450 км на північний захід від Рима, 45 км на південь від Мілана, 14 км на південь від Павії.
Населення — 1032 особи (2014).

## Демографія
Населення за роками:

Станом на 1 січня 2023 року в муніципалітеті офіційно проживало 98 іноземців з 14 країн, серед них 32 громадяни країн Євросоюзу та 8 громадян України.

## Сусідні муніципалітети
- Бастіда-Панкарана
- Брессана-Боттароне
- Казатізма
- Лунгавілла
- Панкарана
- Піццале
- Верретто